# Гольмий
| 67         | Гольмий |
| Ho164,9303 |         |
| 4f116s2    |         |

Го́льмий (химический символ — Ho, от лат. Holmium) — химический элемент 3-й группы (по устаревшей классификации — побочной подгруппы третьей группы, IIIB) шестого периода периодической системы химических элементов Д. И. Менделеева, с атомным номером 67.
Относится к семейству лантаноидов.
Простое вещество гольмий — это пластичный редкоземельный металл серебристо-белого цвета.

## История
В 1879 году швейцарский химик и физик Жак-Луи Соре методом спектрального анализа обнаружил в «эрбиевой земле» новый элемент.

## Происхождение названия
Название элементу дал шведский химик П. Т. Клеве в честь Стокгольма (его старинное латинское название Holmia), так как минерал, из которого сам Клёве в 1879 году выделил оксид нового элемента, был найден близ столицы Швеции.

## Нахождение в природе
Содержание гольмия в земной коре составляет 1,3⋅10−4 % по массе, в морской воде 2,2⋅10−7 %. Вместе с другими редкоземельными элементами содержится в минералах монаците, бастенезите, эвксените, апатите и гадолините.
Среди космических объектов аномально высоким содержанием гольмия отличается звезда Пшибыльского.

### Месторождения
Гольмий входит в состав лантаноидов, которые часто встречаются в Китае, США, Казахстане, России, Украине, Шри-Ланке, Австралии, Бразилии, Индии, Скандинавии. Запасы гольмия оцениваются в 400 000 тонн.
Гольмий является редким металлом и 56-м среди наиболее распространенных элементом в земной коре. Он почти не содержится в атмосфере Земли. Он составляет 500 частей на триллион вселенной по массе. [20]

### Цены
Цены на оксид гольмия чистотой 99—99,99 % в 2006 году составили около 120—191 долларов за 1 кг. В 2009 году цена гольмия составили около 1 тыс. долларов США за 1 кг.

## Физические свойства
Полная электронная конфигурация атома гольмия: 1s22s22p63s23p64s23d104p65s24d105p66s24f11
Гольмий — это сравнительно мягкий, ковкий и пластичный редкоземельный металл серебристо-белого цвета. Не радиоактивен. Является парамагнетиком.
Содержится в таких минералах как монацит и гадолинит и обычно извлекается из монацита с использованием методов ионного обмена. Гольмий обладает самой высокой магнитной проницаемостью среди всех элементов и поэтому используется для полюсов самых сильных статических магнитов.

## Химические свойства
Медленно окисляется на воздухе, образуя Ho2O3. Взаимодействует с кислотами (кроме HF), образуя соли Ho3+. Реагирует при нагревании с хлором, бромом, азотом и водородом. Устойчив к действию фтора.

## Изотопы
Единственным стабильным изотопом гольмия является 165Ho. Самым долгоживущим радиоизотопом является 163Ho с периодом полураспада 4570 лет.

## Получение
Получают восстановлением фторида гольмия HoF3 кальцием.

## Применение
Гольмий — моноизотопный элемент (гольмий-165).
Получение сверхсильных магнитных полей: гольмий сверхвысокой чистоты применяется для изготовления полюсных наконечников сверхпроводящих магнитов для получения сверхсильных магнитных полей. В этом же отношении важное значение играет сплав гольмий-эрбий.
Изотопы: радиоактивный изотоп гольмия — гольмий-166 находит применение в аналитической химии в качестве радиоактивного индикатора.
Металлургия: добавлением гольмия к сплавам алюминия резко уменьшают газосодержание в них.
Лазерные материалы: ионы гольмия служат для генерации лазерного излучения в инфракрасной области спектра, длина волны — 2,05 мкм.
Термоэлектрические материалы: термоЭДС монотеллурида гольмия составляет 40 мкВ/К.
Ядерная энергетика: борат гольмия применяется в атомной технике.
Технологии: атом гольмия — первый атом, на который была записана информация, которая при считывании могла быть расшифрована 4 способами (00, 01, 10, 11)
(То есть 2 атома гольмия, находящиеся рядом, соответственно Ho(A) и Ho(B) могли при считывании представить 4 варианта по флуктуации спинов: A↑B↑, A↑B↓, A↓B↑, A↓B↓.)
IBM Research нашло применение атома гольмия следующим образом: атом гольмия устанавливается на подложку из оксида магния. В этом случае гольмий приобретает свойства магнитной бистабильности, то есть имеет два стабильных магнитных состояния с различными спинами.
Исследователи использовали сканирующий туннельный микроскоп (СТМ) и прикладывают к атому напряжение в 150 мВ при 10 мкА. Такой большой приток электронов заставляет атом гольмия изменить магнитное спиновое состояние. Поскольку каждое из двух состояний имеет различные профили проводимости, игла СТМ способна определить, в котором из них находится атом. Это выполняется путем приложения меньшего напряжения (75 мВ) и измерения сопротивления.
Дабы убедиться, что атом гольмия менял своё магнитное состояние и это не было побочным эффектом работы СТМ, учёные разместили рядом атом железа, реагирующий на магнитные колебания. Это позволило подтвердить, что во время эксперимента удалось на длительное время сохранить магнитное состояние атома.
Таким образом, этот атом стал первым, на который была записана информация в 1 бит.

## Биологическая роль
Гольмий не играет биологической роли в организме человека, но его соли способны стимулировать обмен веществ. Люди обычно потребляют около миллиграмма гольмия в год. Растения с трудом поглощают гольмий из почвы. При измерении содержания гольмия в некоторых овощах было измерено, что его содержание составило 1/1010 частей.
Большое количество солей гольмия может привести к серьёзным повреждениям при дыхании, приеме внутрь или инъекции. Биологические эффекты гольмия в течение длительного периода времени не известны. Гольмий имеет низкий уровень острой токсичности.